# Медаль «За Полтавскую баталию»
Медаль «За Полтавскую баталию» — медаль в честь победы в Полтавской битве.
Медаль была учреждена указом в 1710 году. Было отчеканено две разновидности медалей: урядничьи и солдатские, отличавшиеся размером и весом. Медаль выполнена из серебра, диаметр 49 миллиметров (урядничья) и 42 миллиметра (солдатская). Всего было отчеканено 4618 медалей. Медалью награждались низшие чины Преображенского и Семеновского полков. На одной стороне медали изображён Пётр I в мантии и в лавровом венке, вокруг надпись: «ПЕТРЪ АЛЕѮІЕВИЧЬ ЦАРЬ МОСКОВСКИЙ». На другой стороне медали изображена Полтавская битва и надпись «ЗАПОЛТАВСКУЮ БАТАЛІЮ».